# Redortiers
Cet article possède un paronyme, voir La Redorte.
Redortiers, parfois nommée Redortiers-Le Contadour, est une commune française située dans le département des Alpes-de-Haute-Provence, en région Provence-Alpes-Côte d'Azur.
Le nom de ses habitants est Redortiérins.

## Géographie
Le vieux village de Redortiers est situé sur un éperon rocheux, à 950 m d’altitude.
Les communes limitrophes de Redortiers sont Les Omergues, Montfroc (département de la Drôme), La Rochegiron, Banon, Montsalier, Revest-du-Bion.

### Géologie
La commune comporte un réseau souterrain, notamment accessible par la Source des Brieux.

### Hydrographie
Redortiers est arrosée par la Riaille, rivière de 20,7 km, affluent du Calavon.

### Environnement
La commune compte 961 ha de bois et forêts.

### Climat
Pour des articles plus généraux, voir Climat de Provence-Alpes-Côte d'Azur et Climat des Alpes-de-Haute-Provence.
En 2010, le climat de la commune est de type climat méditerranéen altéré, selon une étude du Centre national de la recherche scientifique s'appuyant sur une série de données couvrant la période 1971-2000. En 2020, Météo-France publie une typologie des climats de la France métropolitaine dans laquelle la commune est exposée à un climat de montagne ou de marges de montagne et est dans une zone de transition entre les régions climatiques « Provence, Languedoc-Roussillon » et « Alpes du sud ».
Pour la période 1971-2000, la température annuelle moyenne est de 8,8 °C, avec une amplitude thermique annuelle de 15,5 °C. Le cumul annuel moyen de précipitations est de 1 066 mm, avec 7,5 jours de précipitations en janvier et 4,2 jours en juillet. Pour la période 1991-2020, la température moyenne annuelle observée sur la station météorologique de Météo-France la plus proche, « Saint-Christol », sur la commune de Saint-Christol à 13 km à vol d'oiseau, est de 10,0 °C et le cumul annuel moyen de précipitations est de 1 015,3 mm. 
La température maximale relevée sur cette station est de 39,3 °C, atteinte le 28 juin 2019 ; la température minimale est de −20,1 °C, atteinte le 19 février 1983,,.
Les paramètres climatiques de la commune ont été estimés pour le milieu du siècle (2041-2070) selon différents scénarios d'émission de gaz à effet de serre à partir des nouvelles projections climatiques de référence DRIAS-2020. Ils sont consultables sur un site dédié publié par Météo-France en novembre 2022.

### Lieux-dits et hameaux
- Le Contadour
- Les Martins
- Le Poisson
- Le village de Redortiers, aujourd'hui abandonné. Il servit très probablement de modèle à Jean Giono pour créer le village imaginaire d'Aubignane dans son roman "Regain".

### Risques majeurs
Aucune des 200 communes du département n'est en zone de risque sismique nul. Le canton de Banon auquel appartient Redortiers est en zone 1a (sismicité très faible mais non négligeable) selon la classification déterministe de 1991, basée sur les séismes historiques, et en zone 3 (risque modéré) selon la classification probabiliste EC8 de 2011. La commune de Redortiers est également exposée à trois autres risques naturels :
- feu de forêt ;
- inondation ;
- mouvement de terrain.

La commune de Redortiers n’est exposée à aucun des risques d’origine technologique recensés par la préfecture, et aucun plan de prévention des risques naturels prévisibles (PPR) n’existe pour la commune ; le Dicrim n’existe pas non plus.

### Transports
L'accès à Redortiers se fait par la RD 950, route reliant Saint-Trinit, dans le Vaucluse, à Forcalquier.

## Environnement

### Flore et faune

#### Flore

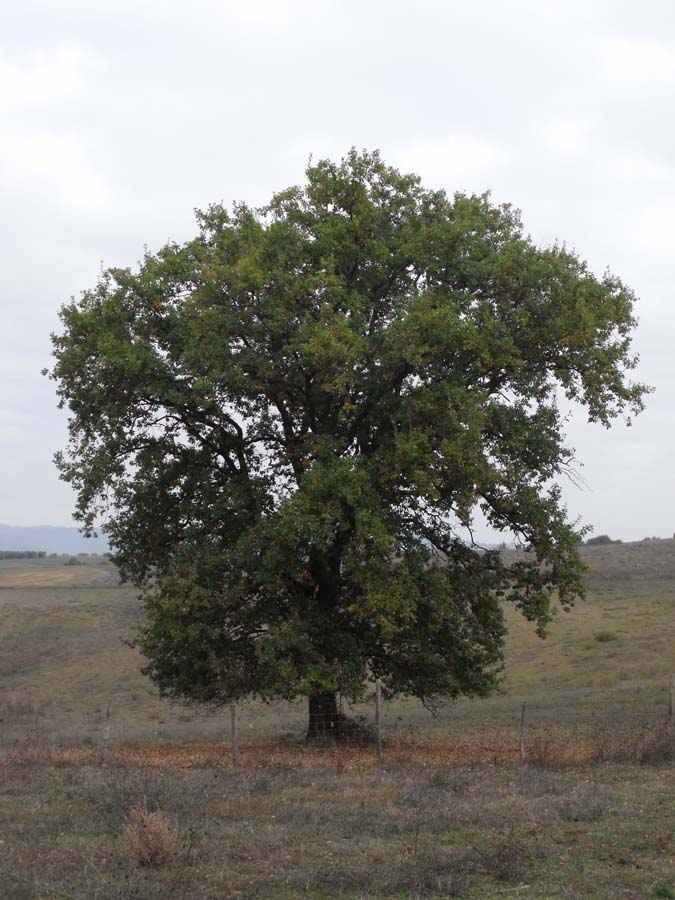
Chêne pubescent.

Sur le plateau d'Albion, et donc sur le territoire de la commune, la flore et les espèces arbustives sont de type montagnard ou supra-méditerranéen et oro-méditerranéen. La sylve est composée de chêne pubescent, chêne sessile, hêtre, tremble, bouleau, pin sylvestre, pin maritime, genêt à balais, bruyère callune et châtaignier.
On rencontre aussi sous forme de landes ou de garrigues la bugrane striée, le brome dressé, le thym, le genêt cendré et la lavande à feuilles étroites. Plus spécifiques des champs, des talus ou des dolines se multiplient la gagée des champs, l'ophioglosse des marais, la danthonie des Alpes, la Ventenatée douteuse et le ciste à feuilles de laurier.
Plus rares, mais spécifiques au plateau, on trouve l'adonis flamme, l'aspérule des champs, la Caméline à petits fruits, le gaillet à trois pointes, le Grand polycnémum, le buplèvre à feuilles rondes, la nielle des blés, l'androsace à grand calice et la vachère d'Espagne.

#### Champignons
Liés à une ou quelques espèces d'arbre, les champignons abondent, en saison, sur le plateau. On y trouve le lactaire délicieux, dit pinin, le lactaire sanguin (Lacterius sanguifluus), dit sanguin, les bolets dont le cèpe tête-de-nègre, les chanterelles dont la girolle (Cantharellus cibarius), sans oublier le pied-de-mouton (Hydnum repandum), mais aussi des truffes noires (Tuber melanosporum) et surtout le petit gris ou griset du Ventoux (Tricholoma myomyces).

Échantillon de champignons présents à Redortiers.
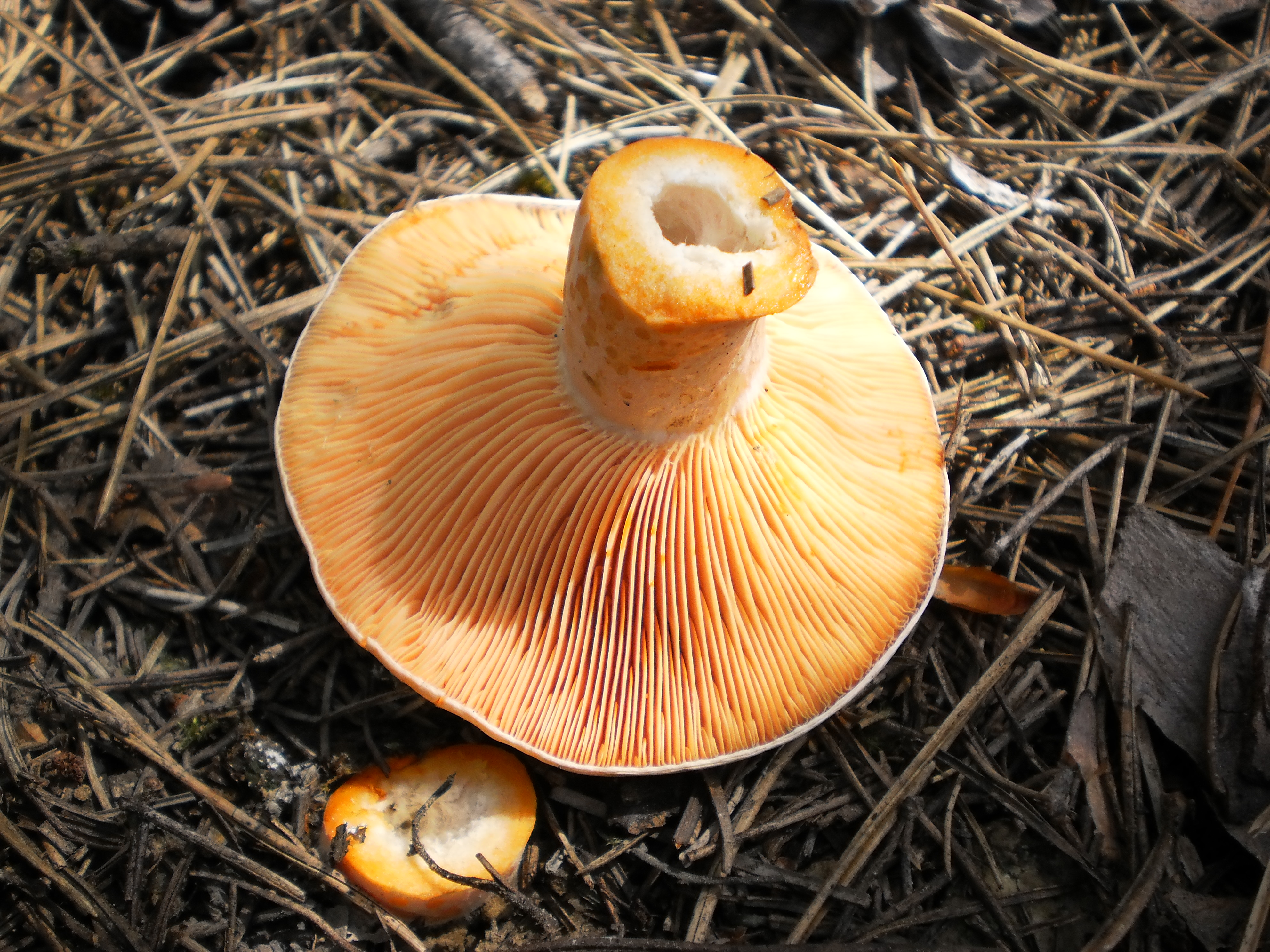
Lactaire délicieux (pinin).
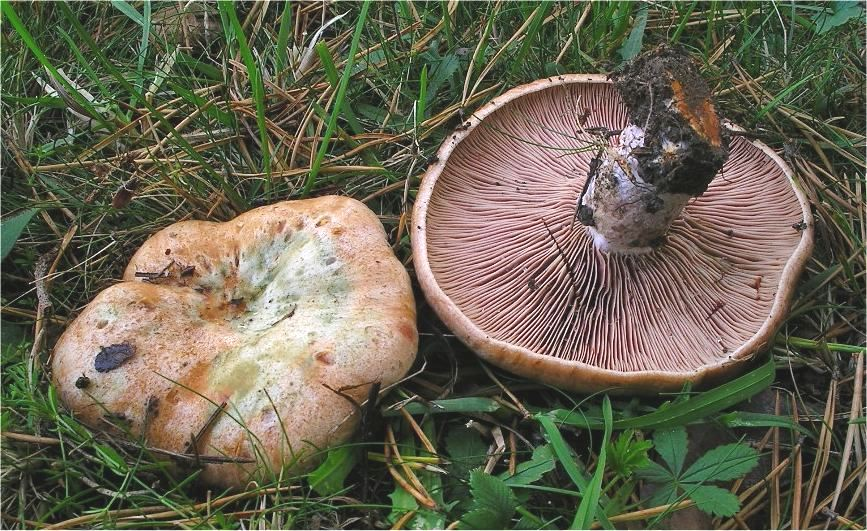
Lactaire sanguin (sanguin).
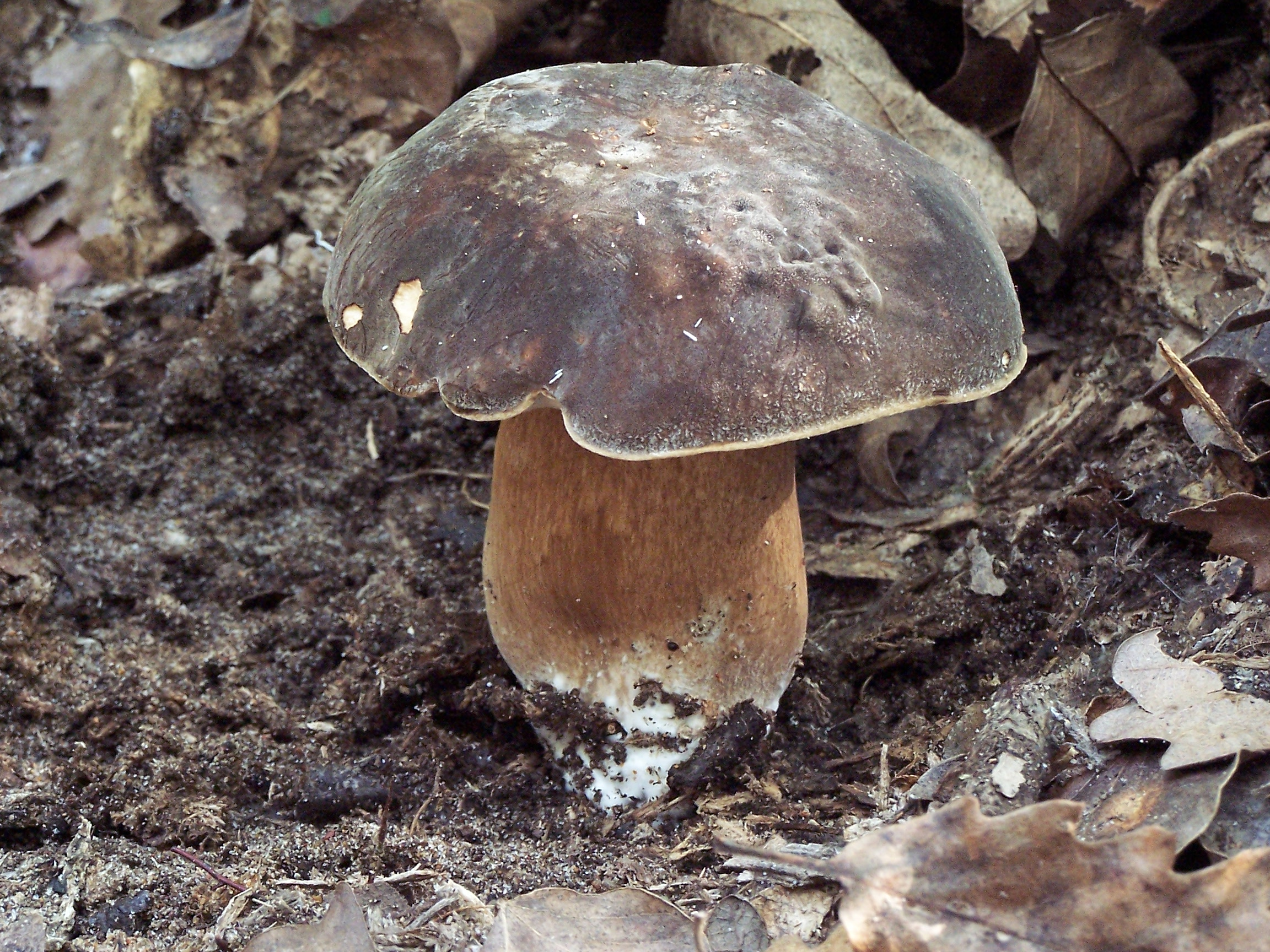
Bolet tête-de-nègre.
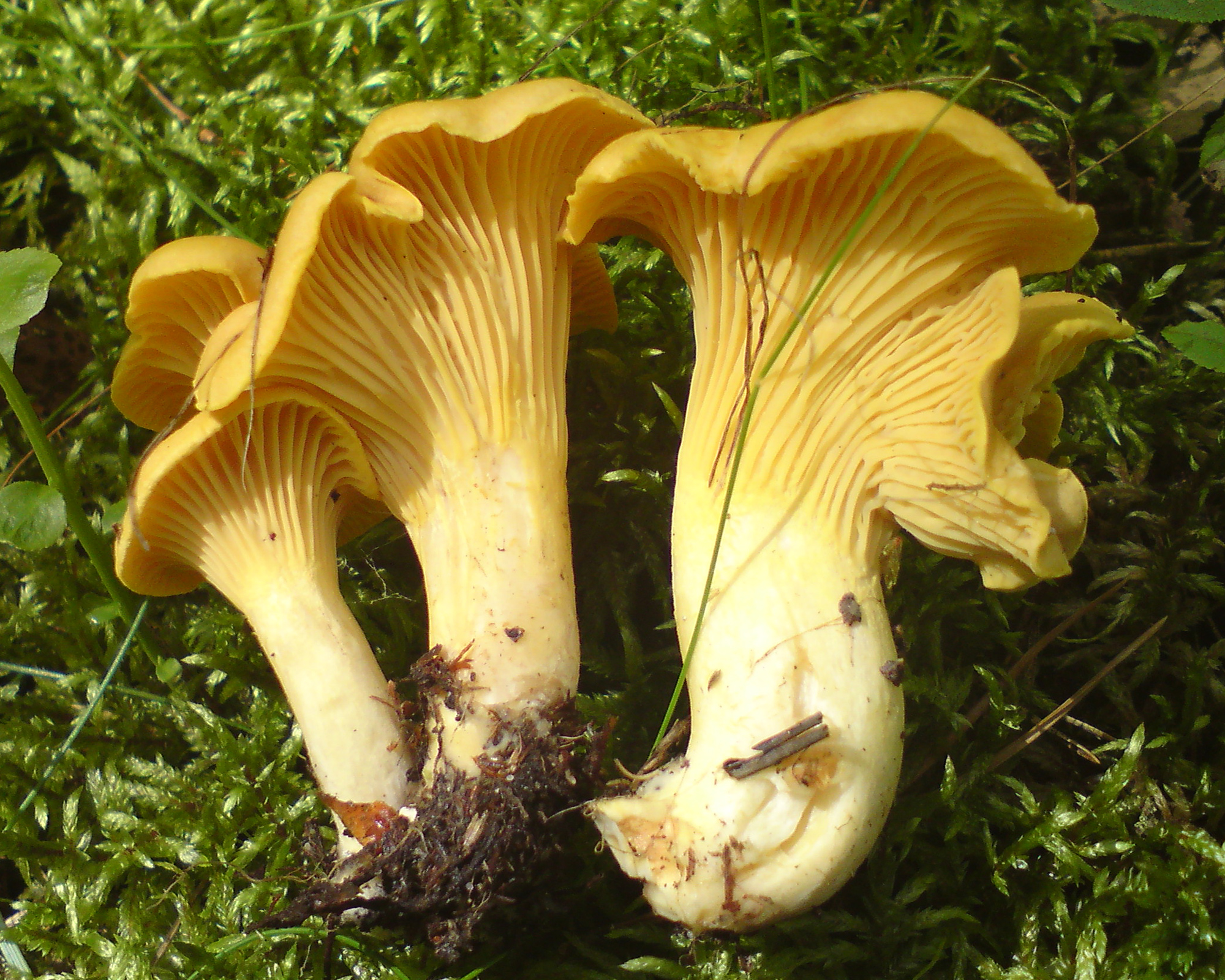
Chanterelle.
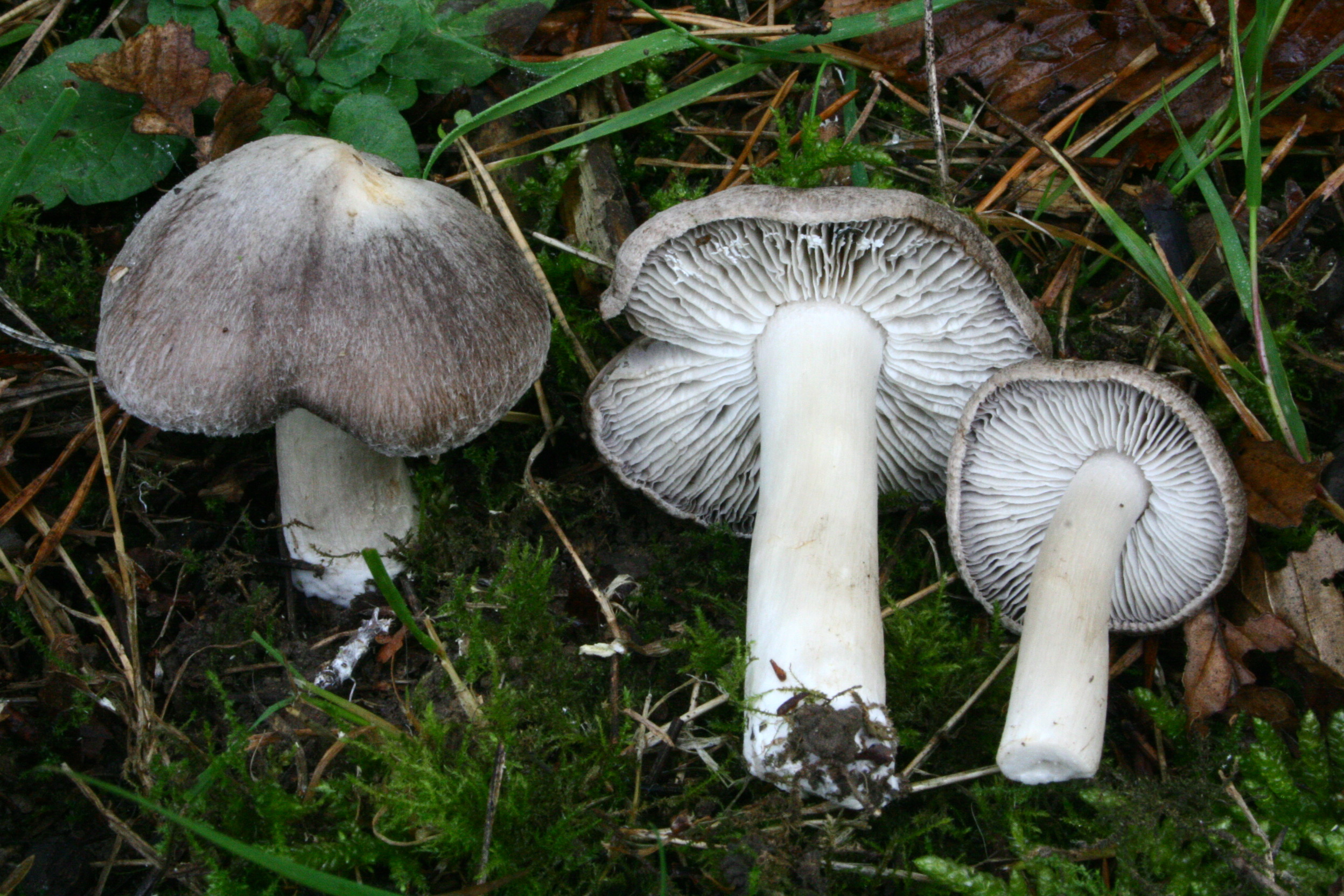
Grisets du Ventoux.

#### Faune

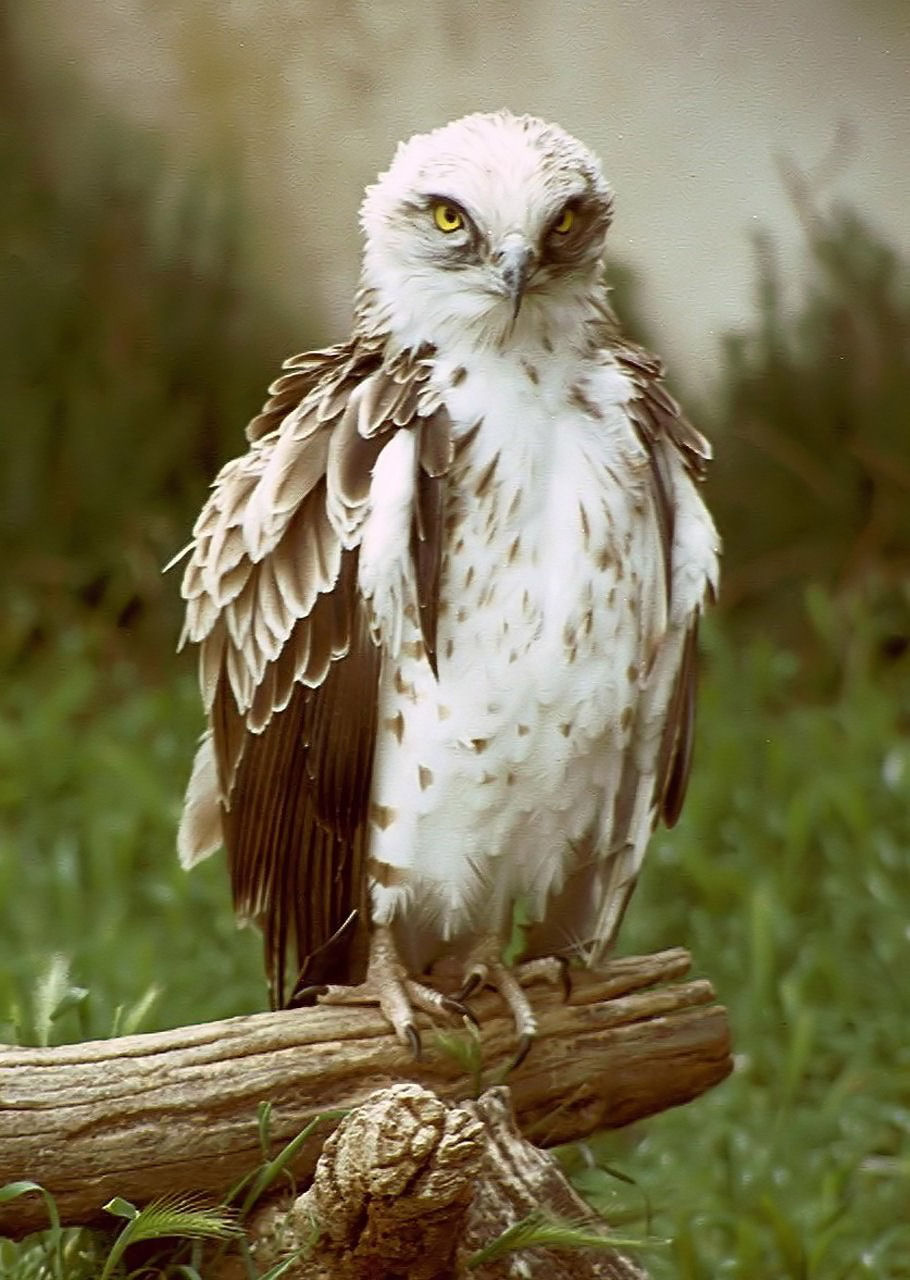
Circaète Jean-le-blanc.

On trouve des insectes dont les plus caractéristiques sont le grand capricorne, le lucane cerf-volant et l'écaille chinée, des reptiles tels que la vipère aspic, venimeuse mais qui fuit au moindre bruit, et un batracien le pélodyte ponctué.
De nombreux oiseaux nichent sur plateau dont les pies grièches (pie-grièche à tête rousse, pie-grièche écorcheur, pie-grièche méridionale, pie-grièche à poitrine rose), les bruants (bruant fou, bruant ortolan, bruant proyer). S'y ajoutent des granivores (caille des blés, moineau soulcie), des insectivores (fauvette orphée, guêpier d'Europe, huppe fasciée, œdicnème criard, pic épeichette, râle des genêts, torcol fourmilier) et des espèces omnivores (cochevis huppé, bécasse des bois, outarde canepetière).
En plus de ces espèces, on retrouve nombre de rapaces diurnes prédateur de la faune locale d'une part, tels que le circaète Jean-le-blanc, le busard cendré, l'aigle royal, l'aigle botté, l'autour des palombes, le faucon hobereau et la bondrée apivore, ou nocturnes d'autre part, comme le petit-duc scops, le grand-duc d'Europe, la chouette chevêche et la chouette de Tengmalm,
Se rencontrent aussi fréquemment des grands et petits mammifères tels que le cerf élaphe, le sanglier, le renard, le lièvre et le lapin. Il est à signaler la présence de chauve souris, espèce prédatrice et nocturne (grand rhinolophe, petit rhinolophe, noctule de Leisler).

## Toponymie

### Redortiers
Le nom du village apparaît la première fois vers 1160-1164 sous la forme latinisée Redortierus.
Il s'agit de l'ancien occitan redorta, issu du latin retorta, « branche souple servant à former des liens », suivi du suffixe -arium ou plus précisément d'une variante masculine du terme occitan normalement féminin redourtiero (redortièra en graphie normalisée), qui désigne « un bosquet de saules utilisés pour faire des liens », ou plus généralement « un bosquet de petits arbustes, tels que ronciers, saules, osier ».

### Microtoponymes
La commune compte de nombreux microtoponymes désignant une hauteur, une montagne, une éminence : c’est le cas de Brenc (racine celtique br-en(n)) sous Peymian, le « mont du milieu ».
Le paysage est aussi décrit par les formations géologiques : sous le sommet de Larran, on a les Fraches, terme qui désigne une zone calcaire semée d’effondrements. Le toponyme les Plaines, juste en dessous du col des Roches, désigne une zone plane en altitude ; même chose pour la Plaine de Michel. Sous le hameau du Contadour, les Graves est un espace recouvert par les graviers arrachés à la montagne par l’eau pluviale.
Les Fontettes, dans le ravin du Brusquet, la Font des Prés à côté du Contadour, Font-Brune qui donne naissance à un cours d’eau intermittent qui coule dans le ravin de Font-Brune, contiennent tous le terme « font », qui désigne une source aménagée ou non. La végétation a aussi servi à nommer les lieux : la Blache du Curé, le Roureblache l’un à côté de l’autre, sont des bois de chênes blancs ; sous le Contadour, on trouve une zone où on trouvait des vesces, Jarjayes, et un bois de hêtres, la Faye ; la hêtraie du versant nord donne également son nom à la crête de la Faye. Enfin, en suivant le modèle de formation du nom de la commune du Brusquet, la ferme du Brusquet et le ravin du Brusquet font référence au bruc, la bruyère en occitan, augmenté du suffixe -et, ce qui désigne finalement une étendue couverte de bruyère.
Le nom de la bastide du Pavon fait référence au paon.
Enfin, la façon dont l’homme a organisé l’espace pour en tirer des ressources apparaît également dans la toponymie : le Jas des Agneaux, au-dessus des Fraches (la bergerie), tout comme le Jas des Terres du Roux, et Pré d’Engande font référence à l’élevage ovin. Le Long Terme à la limite de la commune de La Rochegiron est justement un toponyme désignant un lieu faisant frontière ; le Défens est un bois ou un champ où le propriétaire interdisait qu’on y mène les troupeaux (que ce soit une terre seigneuriale ou commune) ; le Moulin sous le Contadour à l’endroit où a été construit un moulin à vent, qui sont arrivés dans la région aux XVIIe – XVIIIe siècles ; le Clos de Peyron près de la départementale, de Madame près de Janorat, sont des champs qui ont été épierrés et clôturés en pierre sèche ; la Grange du Bois est une ferme isolée.

## Histoire

### Antiquité
Dans l’Antiquité, le peuple gaulois des Sogiontiques (Sogiontii) occupe les deux versants de la montagne de Lure, en étant fédéré aux Voconces. Après la Conquête, ils sont rattachés avec eux à la province romaine de Narbonnaise. Au IIe siècle, ce peuple est détaché des Voconces et forme une civitas distincte, avec pour capitale Segustero (Sisteron). Cette organisation en civitas perdure jusqu’au Haut Moyen Âge. Un habitat gallo-romain a été retrouvé à 1 km du Contadour, proche du chemin du Pas de Redortiers, avec de la céramique de qualité et quelques petits objets de bronze.

### Moyen Âge
Au début du Moyen Âge, avec la chute de l'Empire romain, le sud-est de la Gaule devient quelques décennies une terre burgonde. Le roi des Ostrogoths Théodoric le Grand fait la conquête de la région entre la Durance, le Rhône et l’Isère en 510. La commune dépend donc brièvement à nouveau de l’Italie, mais seulement jusqu’en 526. En effet, pour se réconcilier avec le roi burgonde Gondemar III, la régente ostrogothe Amalasonthe lui rend ce territoire.
L’oppidum devint alors un village fortifié et fut cédé vers l’an 1000 à la puissante abbaye de Montmajour. Les seigneurs de Simiane sont probablement à l'origine de la construction d'un château et d'un donjon du XIIe siècle dont il reste encore quelques ruines.[réf. nécessaire] Le fief relevait du Dauphiné jusqu’à la Révolution française et appartenait du XVe au XVIIe siècle à la famille Targué. La communauté relevait de la viguerie de Forcalquier.
La localité apparaît pour la première fois dans les chartes vers 1160-1164 (Redorterius). Il s’agit d’un prieuré (Sainte-Marie) de Carluc. Le site choisi (actuel Vieux Redortiers) fut choisi au Haut Moyen Âge pour se protéger.
En 1202, lorsque Beatrix, fille du comte de Forcalquier Guillaume II, est fiancée à Guigues VI, comte d'Albon, Redortiers est laissé en gage au comte d'Albon en attendant l'exécution du traité
La richesse du village reposait sur les ventes forestières mais surtout sur sa position géographique, sorte de goulet d'étranglement fréquenté par les immenses troupeaux de moutons en transhumance (Le Contadour est l'endroit où l'on compte les moutons).

### Époque contemporaine
Au milieu du XIXe siècle, Redortiers comptait plus de 500 habitants, mais déclina dans la seconde moitié du XIXe siècle, et le bourg fut doucement abandonné. Son dernier habitant y mourut en 1918.
Durant la Révolution, la commune compte une société patriotique, créée après la fin de 1792.
Le coup d'État du 2 décembre 1851 commis par Louis-Napoléon Bonaparte contre la Deuxième République provoque un soulèvement armé dans les Basses-Alpes, en défense de la Constitution. Après l’échec de l’insurrection, une sévère répression s’abat sur ceux qui se sont levés pour défendre la République, dont un habitant de Redortiers.
Comme de nombreuses communes du département, Redortiers se dote d’écoles bien avant les lois Jules Ferry : en 1863, elle en possède deux, installées au chef-lieu (actuellement le village abandonné du Vieux Redortiers) et au hameau du Contadour, qui dispensent une instruction primaire aux garçons. Aucune instruction n’est donnée aux filles : ni la loi Falloux (1851), qui impose l’ouverture d’une école de filles aux communes de plus de 800 habitants, ni la première loi Duruy (1867), qui abaisse ce seuil à 500 habitants, ne concernent Redortiers. Ce n’est qu’avec les lois Ferry que les filles de la commune sont régulièrement scolarisées.
Il y eut trois formations successives du maquis dit de Banon. Fin 1943, un nouveau maquis se forme de réfractaires au Service du travail obligatoire (STO), et est parfois appelé maquis du Contadour. Ceux-ci, d’après les rapports de gendarmerie, vivent sur le pays, plus ou moins volontaire dans les contributions à leur ravitaillement. Plusieurs fermes abandonnées de Redortiers sont occupées par les maquisards. Le 4 décembre, les Allemands, qui occupent le département depuis début septembre, décident d’éradiquer le maquis. À 23 heures, une petite troupe d’environ 80 hommes de la Wehrmacht, de la Gestapo accompagnés de Brandebourg français qui servent d’interprètes et d'espions, arrive à Banon. Peu confiants dans la gendarmerie, ils emprisonnent les gendarmes et coupent les communications téléphoniques. Ils capturent dans le bourg les Martel, mécaniciens, puis montent à Redortiers et arrêtent à chaque ferme un ou plusieurs maquisards ou soutien. Le maire Justin Hugou et l’instituteur Louis Joseph sont arrêtés. Toute la nuit, d’autres arrestations ont lieu, y compris à Montsalier. Les deux groupes de Granges-de-la-Roche et des Plaines, à Redortiers, sont prévenus et s’échappent. Trois fermes sont incendiées. Le bilan de l’opération est de 28 arrestations, dont 20 réfractaires. Deux des notables sont libérés au bout de quelques semaines ;les six autres sont déportés au camp de Melk, annexe du camp de Mauthausen : deux d’entre eux meurent en déportation. Certains réfractaires sont torturés à Hyères, tous sont déportés, et au moins trois meurent en déportation (tous ne sont pas connus par leur nom). L’armée allemande tirait ses renseignements des Brandebourgs qui s’étaient infiltrés dans les rangs du maquis.
Le bourg (centre administratif) actuel est situé au Contadour. Il n’est pas situé à l’emplacement du vieux bourg, alias Redortiers-le-Vieux, lequel a été abandonné. Les ruines du vieux bourg de Redortiers sont envahies par la végétation.

## Politique et administration
| Période                                  | Période                       | Identité         | Étiquette | Qualité                                                                                   |
| ---------------------------------------- | ----------------------------- | ---------------- | --------- | ----------------------------------------------------------------------------------------- |
|                                          | décembre 1943                 | Justin Hugou     |           | Résistant mort en déportation et élu en mai 1945 alors qu’il n’était pas rentré des camps |
|                                          |                               |                  |           |                                                                                           |
|                                          |                               | Mme Merle        | RPR       | maire pendant 36 ans                                                                      |
|                                          |                               |                  |           |                                                                                           |
| avant 2005                               | En cours (au 21 octobre 2014) | Gérard Burcheri, | DVD       | Agriculteur                                                                               |
| Les données manquantes sont à compléter. |                               |                  |           |                                                                                           |

### Intercommunalité
Redortiers fait partie :
- de 2002 à 2017, de la Communauté de communes du Pays de Banon ;
- depuis le 1er janvier 2017, de la communauté de communes Haute-Provence Pays de Banon.

## Urbanisme

### Typologie
Au 1er janvier 2024, Redortiers est catégorisée commune rurale à habitat très dispersé, selon la nouvelle grille communale de densité à 7 niveaux définie par l'Insee en 2022.
Elle est située hors unité urbaine et hors attraction des villes,.

### Occupation des sols
L'occupation des sols de la commune, telle qu'elle ressort de la base de données européenne d’occupation biophysique des sols Corine Land Cover (CLC), est marquée par l'importance des forêts et milieux semi-naturels (64,7 % en 2018), en diminution par rapport à 1990 (65,7 %). La répartition détaillée en 2018 est la suivante : 
forêts (51,6 %), terres arables (25 %), milieux à végétation arbustive et/ou herbacée (13,1 %), zones agricoles hétérogènes (6,4 %), prairies (3,8 %).
L'évolution de l’occupation des sols de la commune et de ses infrastructures peut être observée sur les différentes représentations cartographiques du territoire : la carte de Cassini (XVIIIe siècle), la carte d'état-major (1820-1866) et les cartes ou photos aériennes de l'IGN pour la période actuelle (1950 à aujourd'hui).

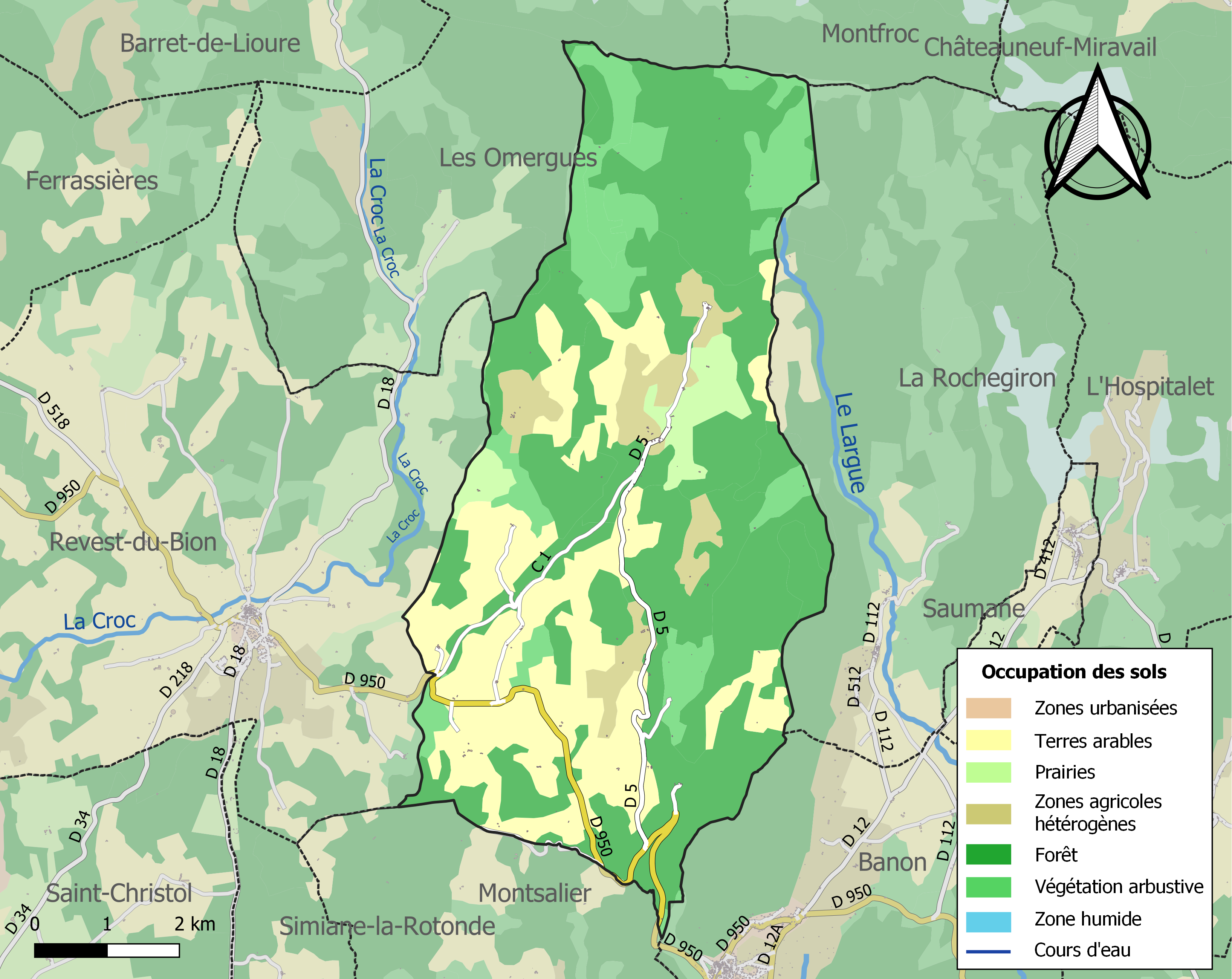
Carte de l'occupation des sols de la commune en 2018 (CLC).

### Budget et fiscalité
| Taxe                                        | Part communale | Part intercommunale | Part départementale | Part régionale |
| ------------------------------------------- | -------------- | ------------------- | ------------------- | -------------- |
| Taxe d'habitation                           | 1,43 %         | 0,55 %              | 5,53 %              | 0,00 %         |
| Taxe foncière sur les propriétés bâties     | 4,34 %         | 1,32 %              | 14,49 %             | 2,36 %         |
| Taxe foncière sur les propriétés non bâties | 19,49 %        | 4,18 %              | 47,16 %             | 8,85 %         |
| Taxe professionnelle                        | 2,00 %         | 0,94 %              | 10,80 %             | 3,84 %         |

La part régionale de la taxe d'habitation n'est pas applicable.
La taxe professionnelle est remplacée en 2010 par la cotisation foncière des entreprises (CFE) portant sur la valeur locative des biens immobiliers et par la contribution sur la valeur ajoutée des entreprises (CVAE) (les deux formant la contribution économique territoriale (CET) qui est un impôt local instauré par la loi de finances pour 2010).

## Démographie
L'évolution du nombre d'habitants est connue à travers les recensements de la population effectués dans la commune depuis 1793. Pour les communes de moins de 10 000 habitants, une enquête de recensement portant sur toute la population est réalisée tous les cinq ans, les populations de référence des années intermédiaires étant quant à elles estimées par interpolation ou extrapolation. Pour la commune, le premier recensement exhaustif entrant dans le cadre du nouveau dispositif a été réalisé en 2006.

En 2022, la commune comptait 89 habitants, en évolution de +11,25 % par rapport à 2016 (Alpes-de-Haute-Provence : +2,84 %, France hors Mayotte : +2,11 %).
| 1793 | 1800 | 1806 | 1821 | 1831 | 1836 | 1841 | 1846 | 1851 |
| ---- | ---- | ---- | ---- | ---- | ---- | ---- | ---- | ---- |
| 503  | 443  | 514  | 485  | 519  | 517  | 500  | 453  | 519  |

| 1856 | 1861 | 1866 | 1872 | 1876 | 1881 | 1886 | 1891 | 1896 |
| ---- | ---- | ---- | ---- | ---- | ---- | ---- | ---- | ---- |
| 465  | 412  | 380  | 364  | 321  | 291  | 282  | 251  | 231  |

| 1901 | 1906 | 1911 | 1921 | 1926 | 1931 | 1936 | 1946 | 1954 |
| ---- | ---- | ---- | ---- | ---- | ---- | ---- | ---- | ---- |
| 221  | 204  | 214  | 150  | 124  | 124  | 136  | 120  | 86   |

| 1962 | 1968 | 1975 | 1982 | 1990 | 1999 | 2006 | 2011 | 2016 |
| ---- | ---- | ---- | ---- | ---- | ---- | ---- | ---- | ---- |
| 104  | 101  | 85   | 73   | 71   | 68   | 80   | 67   | 80   |

| 2021 | 2022 | - | - | - | - | - | - | - |
| ---- | ---- | - | - | - | - | - | - | - |
| 86   | 89   | - | - | - | - | - | - | - |

L’histoire démographique de Redortiers est marquée par une période d’« étale » où la population reste relativement stable à un niveau élevé. Cette période dure toute la première moitié du XIXe siècle, jusqu'en 1856. L’exode rural provoque ensuite un mouvement de baisse de la population de longue durée, et très rapide. Dès 1891, la commune enregistre la perte de plus de la moitié de sa population par rapport au maximum historique de 1851. Le mouvement de baisse se prolonge très tardivement, jusqu'à la fin des années 1990. Durant la première décennie du XXIe siècle, la commune connait de nouveau une croissance démographique.

## Économie

### Aperçu général
En 2009, la population active s’élevait à 38 personnes, dont quatre chômeurs (cinq fin 2011). Ces travailleurs sont majoritairement indépendants, les salariés n’étant que 14 sur 35 actifs employés, et travaillent majoritairement dans la commune (24 actifs sur 35), deux caractéristiques assez rares. Le secteur primaire est le principal employeur de la commune.

### Agriculture

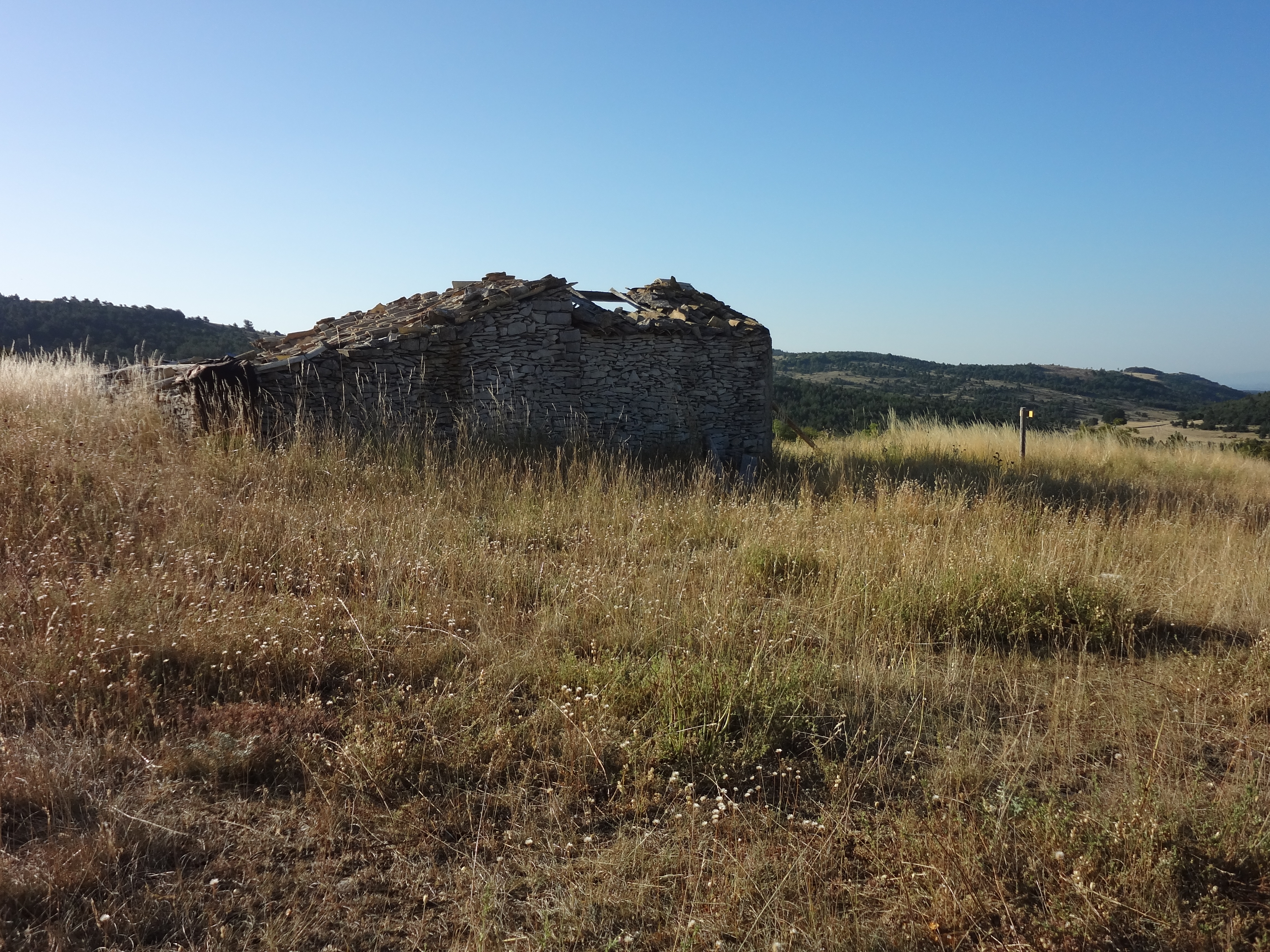
Jas (bergerie) des Agneaux, en léger contrebas de la crête de Lure : il tombe actuellement en ruines, illustrant la déprise agricole.

Fin 2010, le secteur primaire (agriculture, sylviculture, pêche) comptait 17 établissements actifs au sens de l’Insee (exploitants non-professionnels inclus) et un emploi salarié.
Le nombre d’exploitations professionnelles, selon l’enquête Agreste du ministère de l’Agriculture, est de 10 en 2010. Il était de 14 en 2000, de 15 en 1988. Actuellement[Quand ?], ces exploitants ont abandonné l’élevage ovin comme spécialisation, se tournant vers les grandes cultures et les cultures permanentes (plantes aromatiques notamment, dont la lavande). De 1988 à 2000, la surface agricole utile (SAU) a fortement augmenté, de 1 066 à 1 385 ha, avant de baisser lors de la dernière décennie, à 945 ha.

### Artisanat et industrie
Fin 2010, le secteur secondaire (industrie et construction) comptait cinq établissements, n’employant aucun salarié<.

### Activités de service
Fin 2010, le secteur tertiaire (commerces, services) comptait dix établissements (avec un emploi salarié), auxquels s’ajoutent les deux établissements du secteur administratif (regroupé avec le secteur sanitaire et social et l’enseignement), salariant cinq personnes.
D'après l’Observatoire départemental du tourisme, la fonction touristique est assez importante pour la commune, avec entre un et cinq touristes accueillis par habitant, la capacité d'hébergement étant faible, sans hôtel ni camping. Les seules structures d’hébergement à finalité touristique de la commune de Redortiers sont des meublés labellisés>. Les résidences secondaires apportent un complément appréciable à la capacité d’accueil : au nombre de 41, elles représentent la moitié des logements,.

## Culture et patrimoine

### Lieux et monuments
Le donjon carré, en blocage compris entre deux murs d’appareil régulier, construit au XIIe ou au XIIIe siècle, domine encore l’ancien village .
- L’église paroissiale, au Vieux Redortiers, est placée sous le vocable de Saint-Michel[30].
- La commune de Redortiers possède une mairie, réplique des bergeries de la région.

Au Contadour :
- La ferme du Paon est signalée par Raymond Collier[71].
- La ferme dite le Moulin de Giono, construite à la fin du XIXe siècle et qui a appartenu à Jean Giono, est un monument inscrit[72]. Un mur en pierre sèche jouxtant la maison comporte dans son épaisseur six arcades successives qui auraient servi à abriter des ruches (« le rucher de Giono »).
- La ferme des Graves a également appartenu à l’écrivain, et a été inscrite elle aussi[73].
- dans le même hameau, l’église Saint-Jean-Baptiste est de construction rustique (1726) [74],[30].
- Au hameau des Sartrons, l’école communale, actuellement hors-service, date du début XXe siècle (sud de Redortiers)[75].
- Les hauteurs du village sont le domaine de l'architecture pastorale en pierre sèche. Chaque bergerie (jas en provençal) forme un ensemble avec cabane et citerne recueillant l'eau de pluie. Les plus connues sont le jas des Fraches et le jas des Terres du Roux, ce dernier (voir la photo) est un monument inscrit[76]. Depuis le début de l'année 2020, la randonnée qui traversait le Contadour, Tinette, les Bergeries des Terres du Roux, Les Fraches jusqu'à la crête n'est plus autorisée au public. Les propriétaires des lieux n'ont pas renouvelé la convention avec le département qui donnait droit de passage du GRP[77]

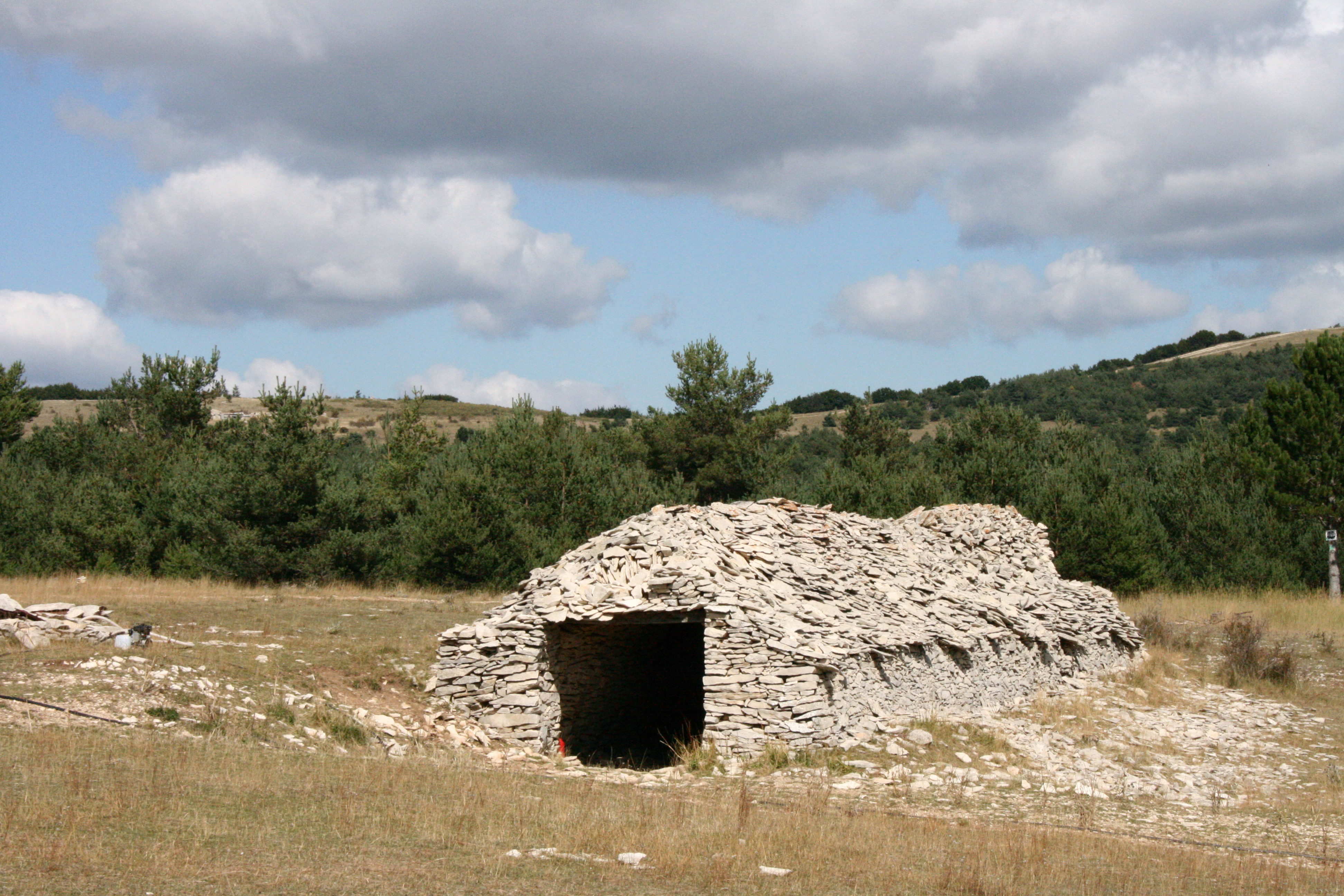
Jas des Fraches avec son entrée en pignon et sa toiture de lauses.
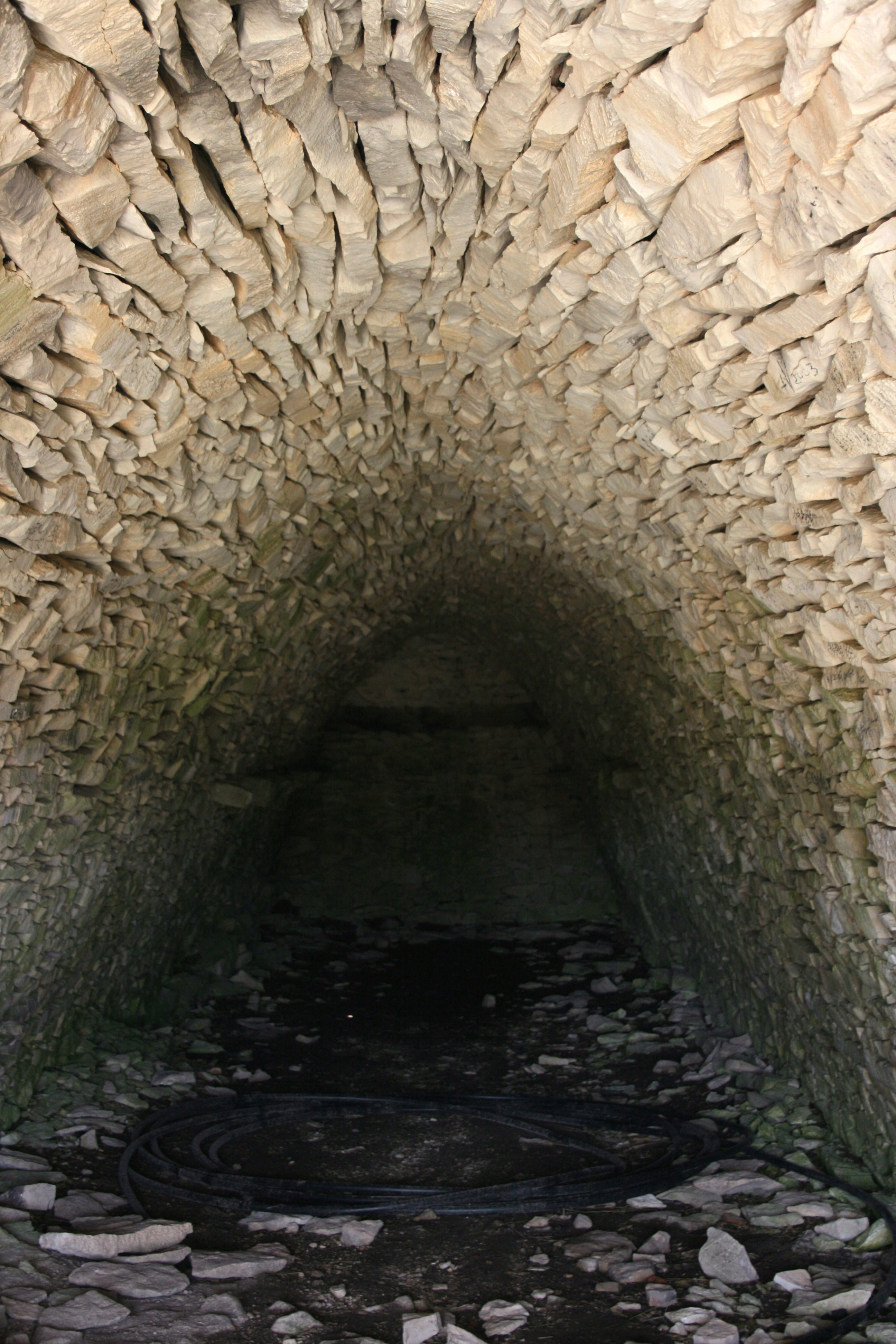
Voûte en berceau brisé du jas des Fraches.
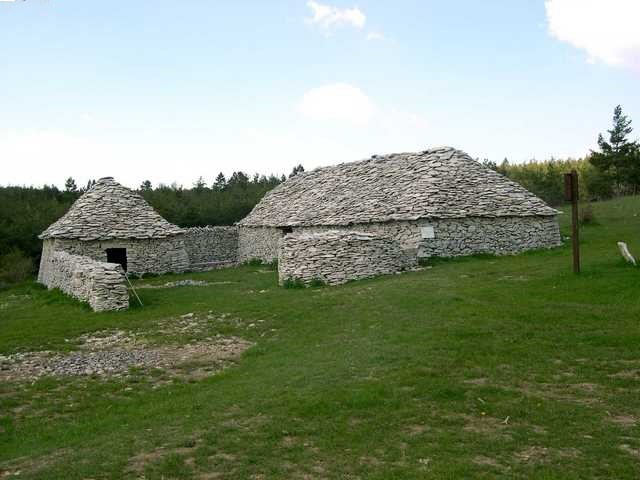
Jas des Terres du Roux avec sa bergerie, sa cabane de berger et sa citerne couverte.

## Équipements et services

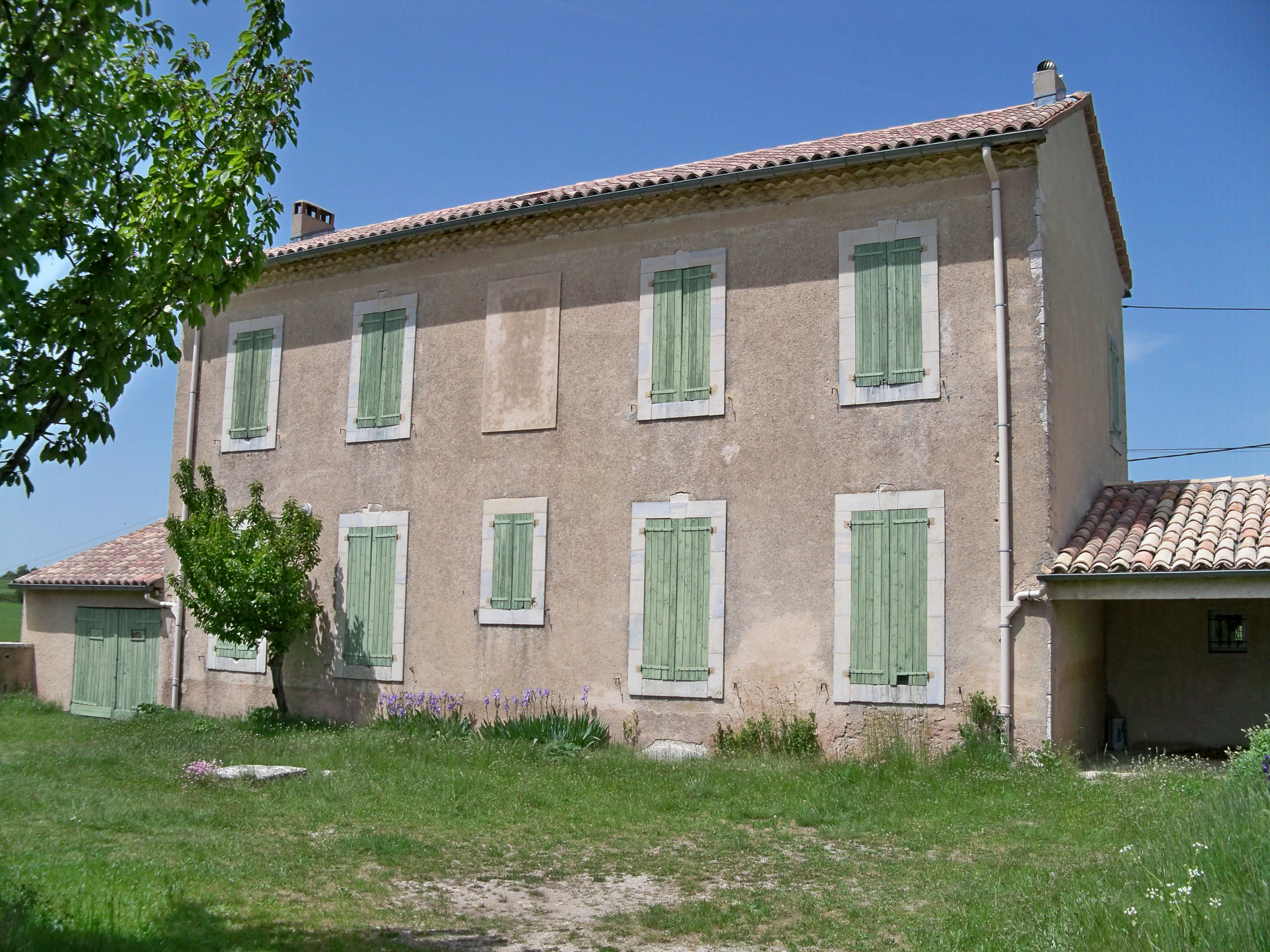
Ancienne école de Redortiers.

### Site naturel
- Source des Brieux.

## Vie locale

### Cultes
La commune fait partie du secteur paroissial Montagne de Lure : le culte est célébré alternativement dans chacune des églises du secteur.

## Personnalités liées à la commune
Comme de nombreux villages environnants, le vieux Redortiers se vida de ses derniers habitants vers les années 1920 (cf.supra).
Un jeune employé de banque manosquin, Jean Giono, lors de ses tournées dans la région, s'émut de ces villages qui retournaient à la nature, faute d'habitants. Il s'inspira de l'histoire de Redortiers (qu'il nomma « Aubignane ») pour en faire un roman, Regain.
Entre 1935 et 1939 eurent lieu, autour de Jean Giono, devenu célèbre, et Lucien Jacques, les rencontres du Contadour.

## Héraldique
| Blason de Redortiers | Blason  | Taillé: au 1er d'argent à deux brins de lavande au naturel, empoignés en barre et senestrés d'une cotice en barre d'azur, au 2e d'azur à la borie d'argent adextrée un arbre sur une terrasse isolée et herbée du même. |
| Blason de Redortiers | Détails | Le statut officiel du blason reste à déterminer. |